# Lotta aus der Krachmacherstraße (Film)
Lotta aus der Krachmacherstraße (schwedisch Lotta på Bråkmakargatan) ist die erste Verfilmung der Geschichten um Lotta aus der Krachmacherstraße von Astrid Lindgren und startete am 26. September 1992 in den schwedischen Kinos. Regisseurin Johanna Hald inszenierte unmittelbar im Anschluss auch die Fortsetzung Lotta zieht um. Für die Fernsehausstrahlung wurden beide Filme zur Serie Lotta umgeschnitten.

## Handlung
Die kleine und sehr selbstsichere Lotta lebt Ende der 50er Jahre zusammen mit ihrer Familie in der Krachmacherstraße. Sie kann sich sehr gut durchsetzen, wenn nötig auch mit enormem Einsatz. So kommt es immer wieder zu verzwickten Situationen, die sowohl den Eltern, den älteren Geschwistern als auch dem unmittelbaren Umfeld sehr viel abverlangen können. Dazu gehören beispielsweise eine eigenwillige Fahrt auf einem viel zu großen Fahrrad, ein Familienausflug oder ein Sommerurlaub auf dem Land.

## Hintergrund
Astrid Lindgren vertraute bei der Wahl der Regisseurin auf die Produktionsfirma Svensk Filmindustri. Diese kam auf Johanna Hald zu, die ursprünglich Als Adam Engelbrecht so richtig wütend wurde verfilmen wollte. Doch Lindgren lehnte deren fertiges Drehbuch als nicht gut genug ab. Stattdessen adaptierte Hald Lotta aus der Krachmacherstraße. Auf dieses Drehbuch nahm Lindgren großen Einfluss, wenngleich sie selbst bei den Dreharbeiten nicht anwesend war. Die Hauptdarstellerin Grete Havnesköld wurde von der Regisseurin Johanna Hald ausgewählt. Das Dorf Dingtuna sei extra für das Projekt gebaut und „sehr idyllisch“ geworden, so Johanna Hald. Allerdings weicht der fertige Film von ihrer ursprünglicher Vorstellung ab: „Meine Vision war viel rüder als das, was raus kam.“